# Meridiopyrgus
Meridiopyrgus is een geslacht van weekdieren uit de klasse van de Gastropoda (slakken).

## Soorten
- Meridiopyrgus inanga Haase, 2008
- Meridiopyrgus muaupoko Haase, 2008
- Meridiopyrgus murihiku Haase, 2008
- Meridiopyrgus pupiformis Haase, 2008